# 1951 aux Territoires du Nord-Ouest
Chronologie des Territoires du Nord-Ouest
- 1947
- 1948
- 1949
- 1950
- 1951
- 1952
- 1953
- 1954
- 1955

Cette page concerne les événements survenus en 1951 dans le territoire canadien des Territoires du Nord-Ouest.

## Politique
- Premier ministre : Hugh Andrew Young (Commissaire en gouvernement)
- Commissaire :
- Législature :

## Événements
- La population du territoire est de 16 004 habitants

## Naissances
- 25 mars : Ethel Blondin-Andrew, fonctionnaire, pédagogue et femme politique fédérale des Territoires du Nord-Ouest.